# Festuca austrouralensis
Festuca austrouralensis är en gräsart som beskrevs av Kulikov. Festuca austrouralensis ingår i släktet svinglar, och familjen gräs. Inga underarter finns listade i Catalogue of Life.